# El Contadero (Tamaulipas)

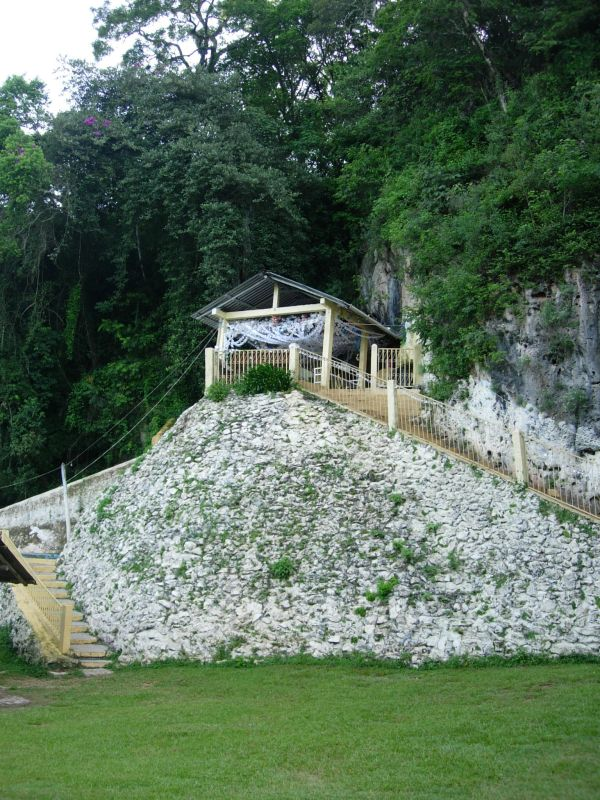
Acceso a la Gruta del Contadero

El Contadero es un lugar en Tamaulipas ubicado entre los límites de los municipios de Tula y Ocampo, en la Sierra de Gallitos. Su nombre proviene de que era un lugar apropiado para el descanso y el recuento de las mercancías que eran trasladadas en recuas de mulas desde el centro el país con rumbo a Tampico.
En este lugar, desde el siglo XVIII, se venera una imagen de la Virgen de Guadalupe en una roca. Su culto se extiende a los estados de San Luis Potosí y Tamaulipas. En Semana Santa y el 12 de diciembre, los feligreses recorren hasta 35 kilómetros a pie desde Tula u Ocampo para llegar al santuario donde se venera a la virgen con letanías y cánticos.